# Chlum (Jistebnice)
Chlum (německy Chlum) je malá vesnice, část města Jistebnice v okrese Tábor v Jihočeském kraji. Nachází se asi 2,5 kilometru severně od Jistebnice. Prochází zde silnice II/122. Chlum leží v katastrálním území Chlum u Jistebnice o rozloze 1,75 km².

## Historie
První písemná zmínka o vesnici pochází z roku 1382.

## Obyvatelstvo
| Rok            | 1869 | 1880 | 1890 | 1900 | 1910 | 1921 | 1930 | 1950 | 1961 | 1970 | 1980 | 1991 | 2001 | 2011 | 2021 |
| -------------- | ---- | ---- | ---- | ---- | ---- | ---- | ---- | ---- | ---- | ---- | ---- | ---- | ---- | ---- | ---- |
| Počet obyvatel | 126  | 132  | 116  | 106  | 87   | 92   | 90   | 57   | 60   | 59   | 49   | 37   | 35   | 24   | 21   |
| Počet domů     | 14   | 13   | 15   | 14   | 14   | 14   | 17   | 15   | 14   | 14   | 14   | 18   | 18   | 19   | 18   |

## Obecní správa
Při sčítání lidu v letech 1850–1879 Chlum byl osadou obce Nadějkov v okrese Sedlčany. V letech 1880–1963 byl osadou obce Starcova Lhota, se kterým patřila nejprve do okresu Sedlčany, ale v roce 1950 v okrese Milevsko. Od roku 1964 je částí města Jistebnice v okrese Tábor.

## Galerie

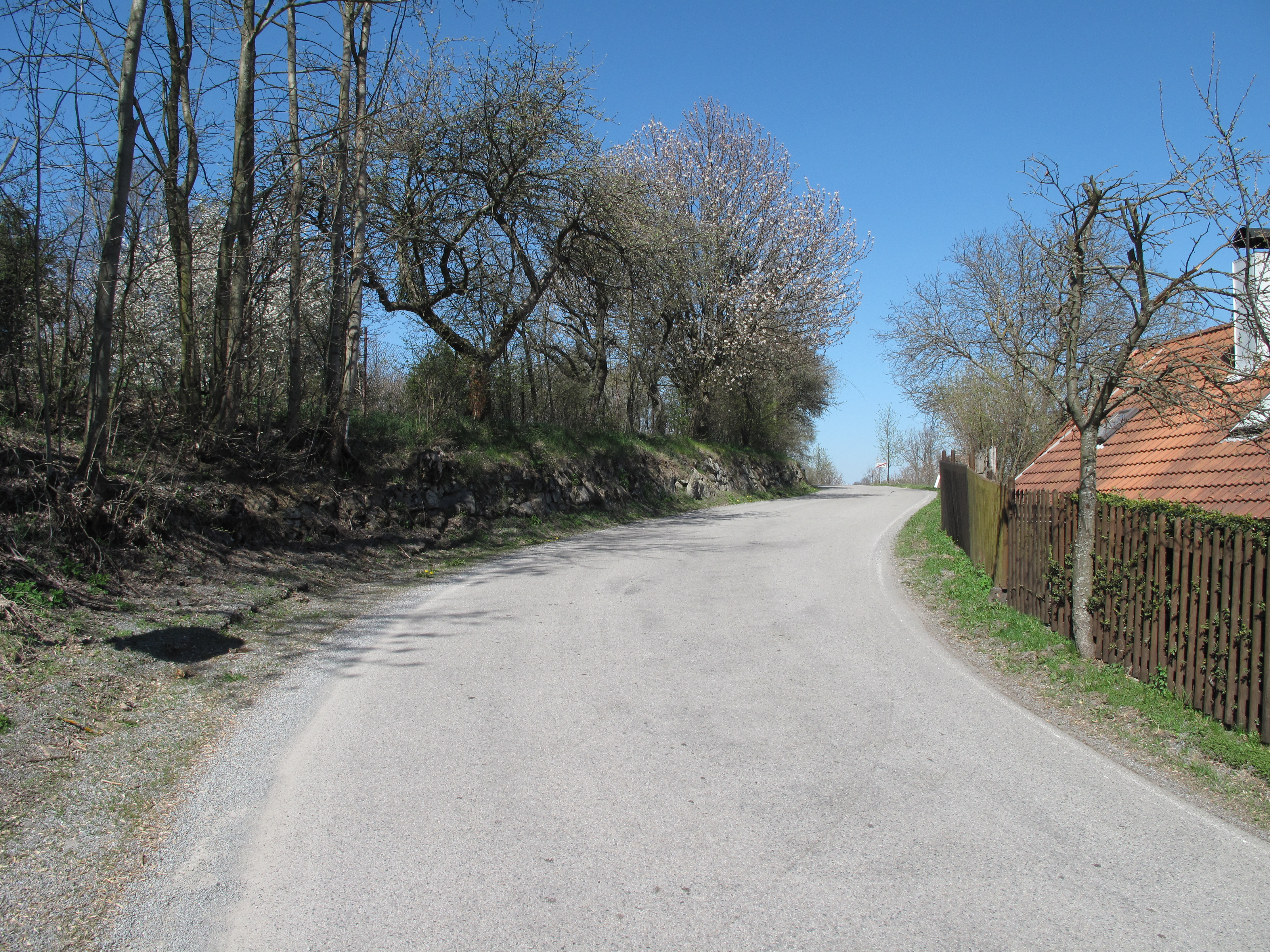
Cesta
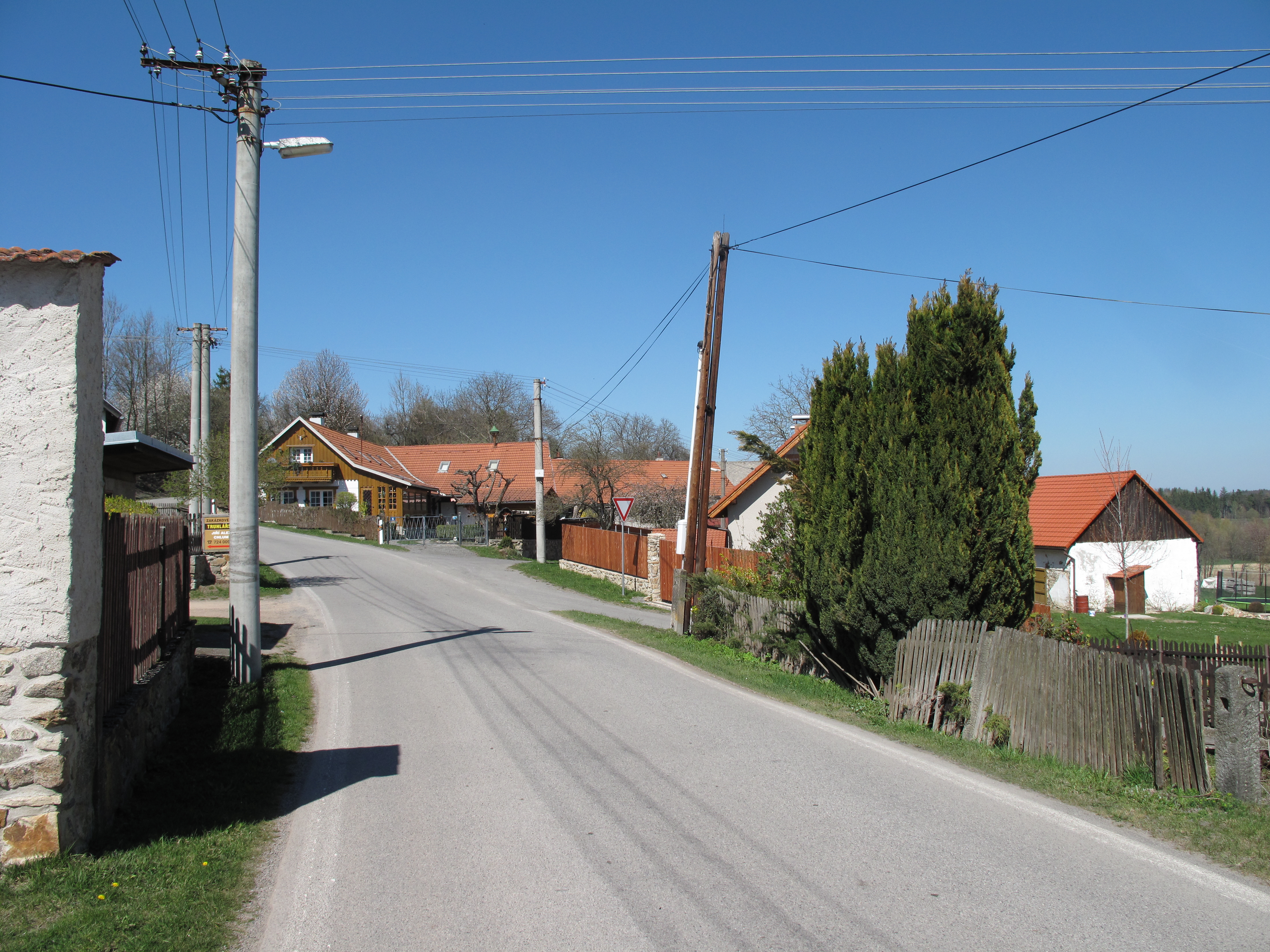
Silnice
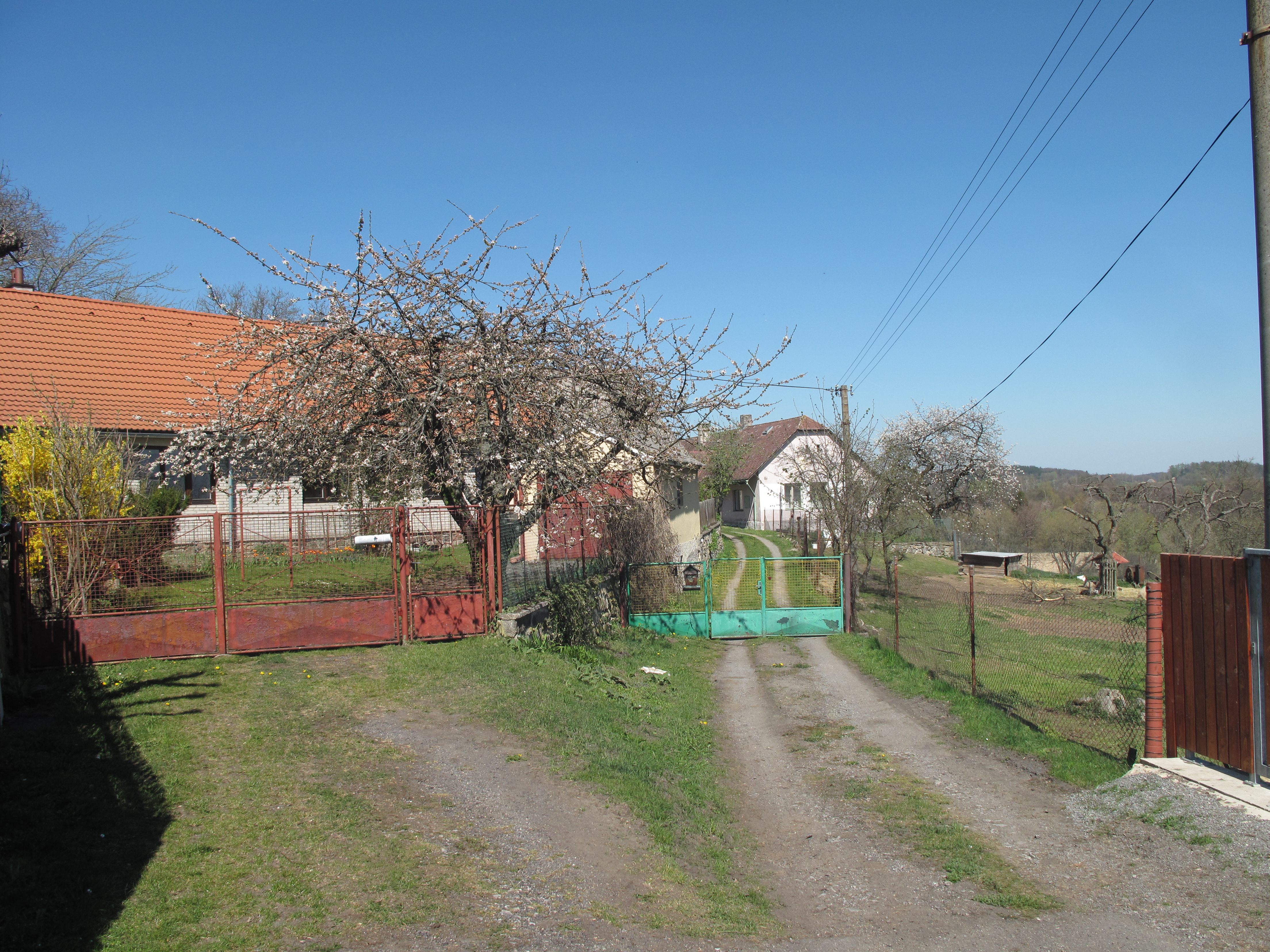
Zahrady s domy
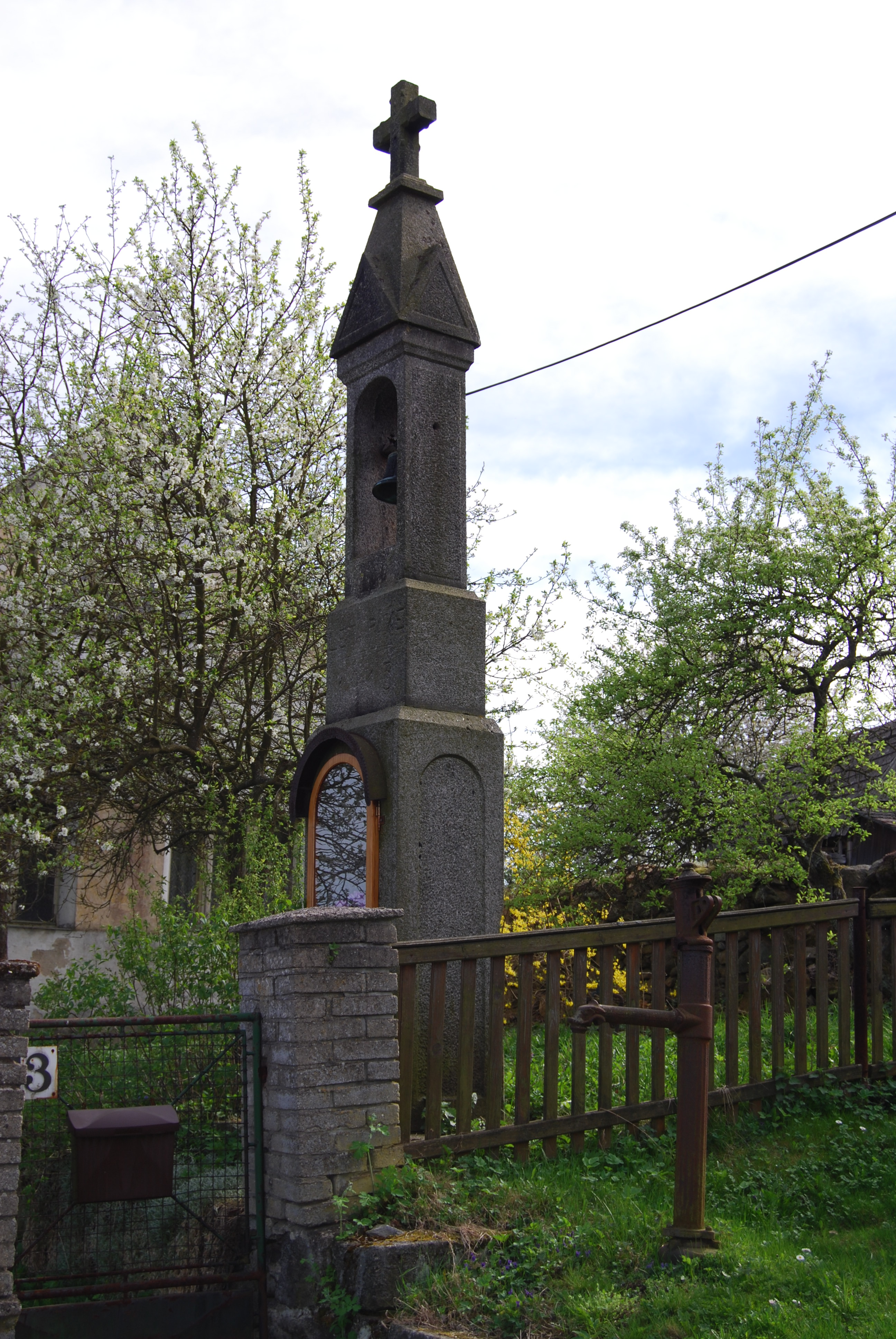
Zvonička